# Deua imbutana
Deua imbutana är en fjärilsart som beskrevs av Walker 1864. Deua imbutana ingår i släktet Deua och familjen björnspinnare. Inga underarter finns listade i Catalogue of Life.